# ألبرتينا (فيينا)

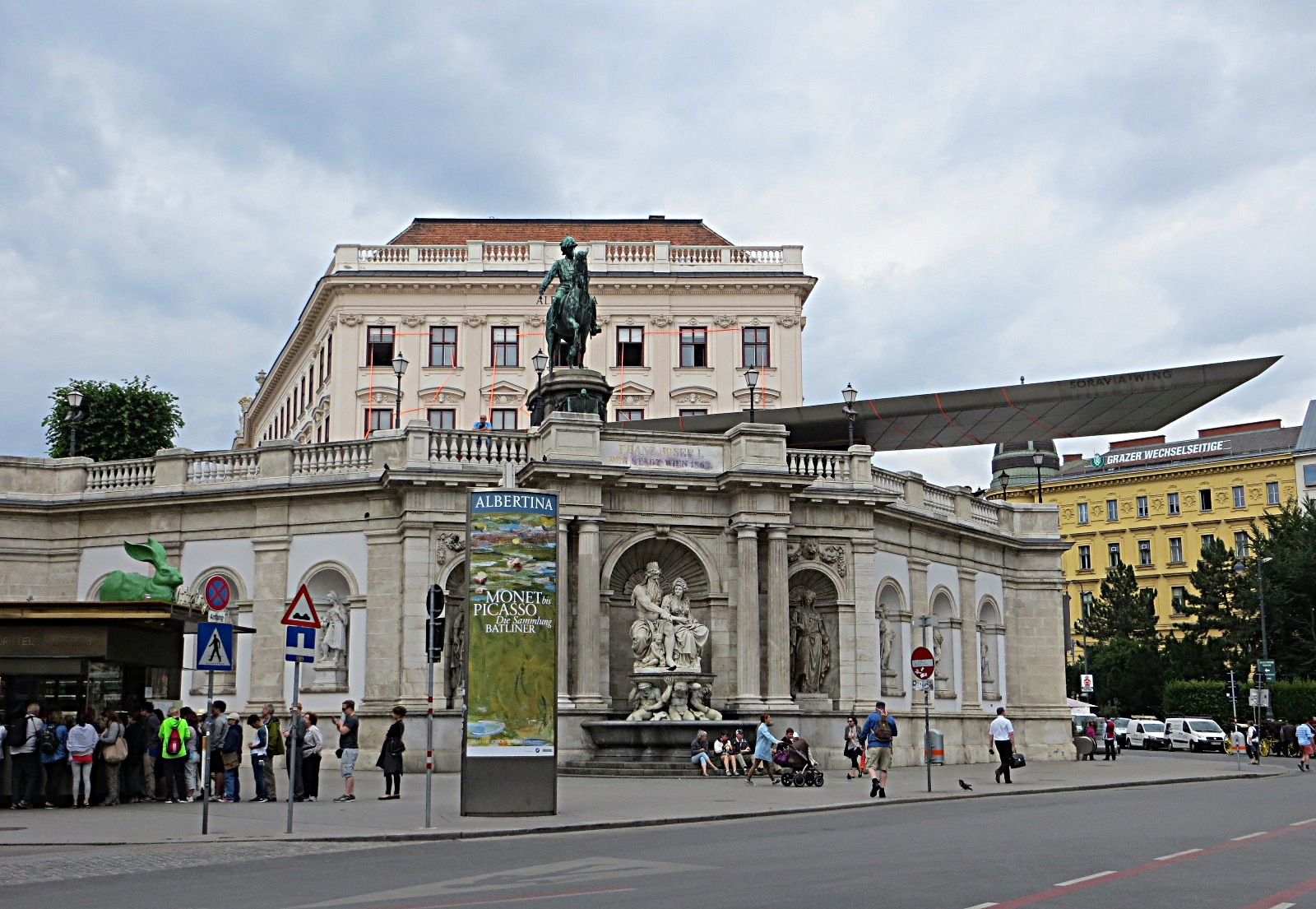
متحف الألبرتينا

متحف الألبرتينا (بالإنجليزية: Albertina)‏ هو متحف يقع في فيينا عاصمة النمسا. ويضم بين معروضاته ومقتنياته واحدة من أهم مجموعات الرسوم في العالم، ففيه واحدة من أكبر وأهم غرف المطبوعات (بالإنجليزية: print rooms)‏ في العالم مع ما يقرب من 65,000 لوحة من اللوحات الفنية، بالإضافة إلى الأعمال التخطيطية الحديثة، وصور، ورسومات معمارية. كما يضم المتحف معارض مؤقتة. منذ أن حصل المتحف على مجموعتي «باتلينر» (بالألمانية: Batliner)‏ عام 2007، وإيسّل (بالألمانية: Essl)‏ عام 2017، تحول جزء من مساحة المعرض إلى معرض دائم عن الحداثة الكلاسيكية، من مونيه إلى بيكاسو، فيما خزّنت مجموعات ألبرتينا الأصلية في مستودع ذي رفوف آلية.
يقع المتحف في قصر الأرشيدوق ألبريخت، وهو سكن تاريخي لعائلة هابسبورغ، شيد في الأعوام 1742 إلى1745علي آخر ما تبقي من تحصينات مدينة فيينا، وتحول إلى متحف للجمهور في عام 1822. أطلق اسم ألبرتينا علي المتحف في عام 1921، ويشير اسم ألبرتينا إلى ألبرت كازيمير، دوق ساكسن-تيشين، وهو صهر الإمبراطورة ماريا تيريزا، الذي أنشأ المجموعة الفنية الأساس.
تعد الالبرتينا اليوم أحد أكثر المعالم السياحية زيارة في فيينا، حيث سجلت في عام 2018 أكثر من مليون زائر.

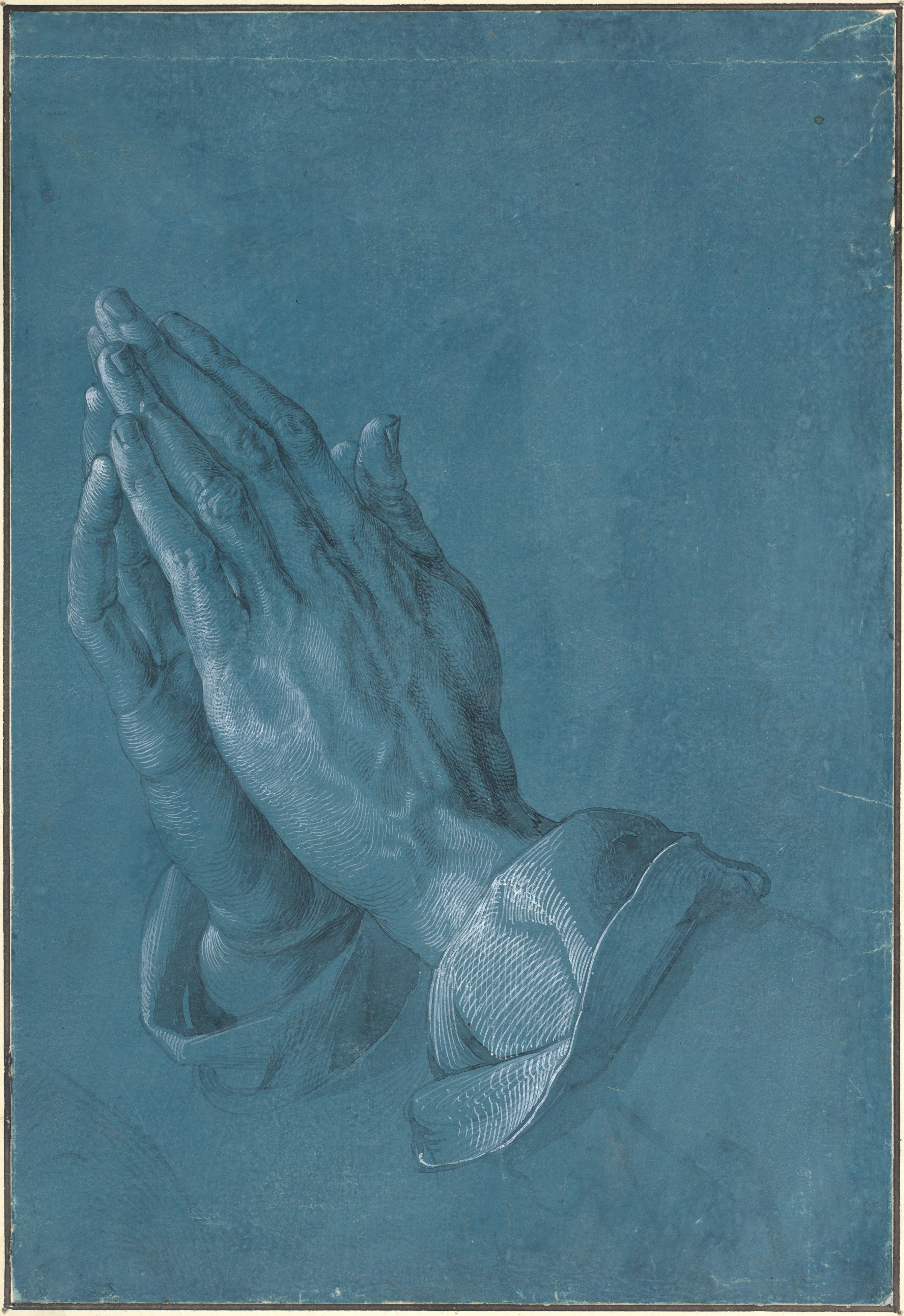
أيدي الصلاة بالقلم الجاف والحبر بريشة ألبريشت دورر سنة 1508. متحف ألبرتينا في فيينا ، النمسا.

## القصر والمتحف في عهد دولة هابسبورغ

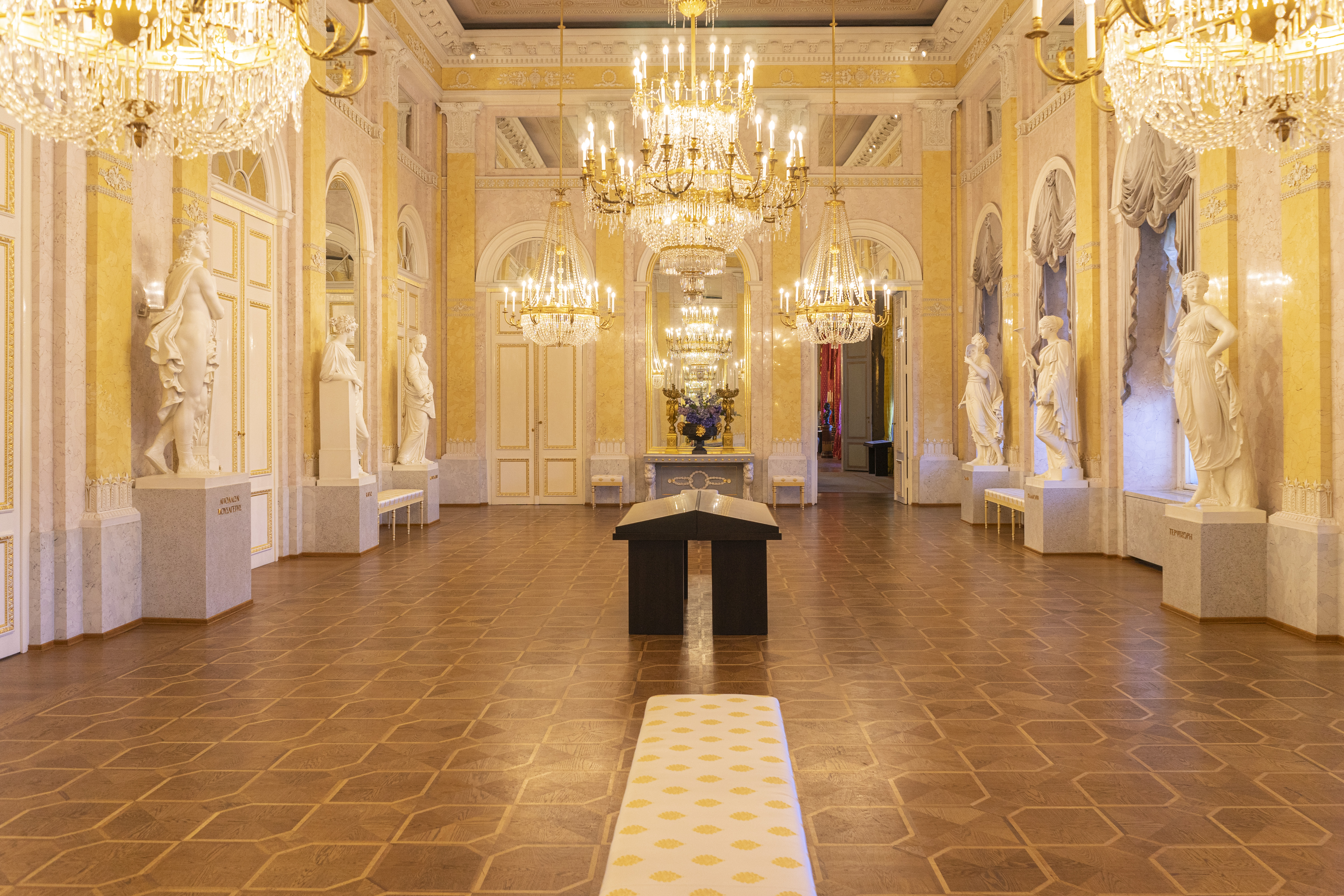
القاعات الفاخرة داخل الألبرتينا

### القصر
في عام 1744 بنت ماريا تيريزا القصر لصديقها المقرب والمستشار دون إيمانويل تيليس دا سيلفا كوندي تاروكا، وكان المهندس المعماري ماورو إجنازيو فالمجيني. في عام 1792، اضطر حاكم الأراضي المنخفضة الدوق ألبرت وزوجته ماري كريستين إلى الفرار بسبب الثورة التي اندلعت هناك، وللإقامة في فيينا وهبهما الإمبراطور فرانز الثاني القصر، الواقع عند حصن أوغسطين الذي كان بالقرب من سور فيينا. وكيف ألبرت في البداية المبنى لمجموعته الرسومية ومكتبته، ثم وسعه بجناح ضيافة في الأعوام 1802 إلى 1804، وأظهرت الواجهة التي يبلغ طولها 150 مترًا قوة الدوق المالية واعتداده بذاته أمام الإمبراطور اتلذي يقيم في قصر هوفبورغ القريب. دمجت قطع المعروضات المأخوذة من قلعة لكن الهولندية، مثل الأثاث ومصاريع الشبابيك وألواح الجدران، في غرف الدولة الجديدة، واكتملت الأبهة بأغطية حريرية جلبت من ليون وبالأرضيات المرصعة المزخرفة والثريات الكريستالية المطلية بالذهب.

### مجموعة الدوق ألبرت الفنية

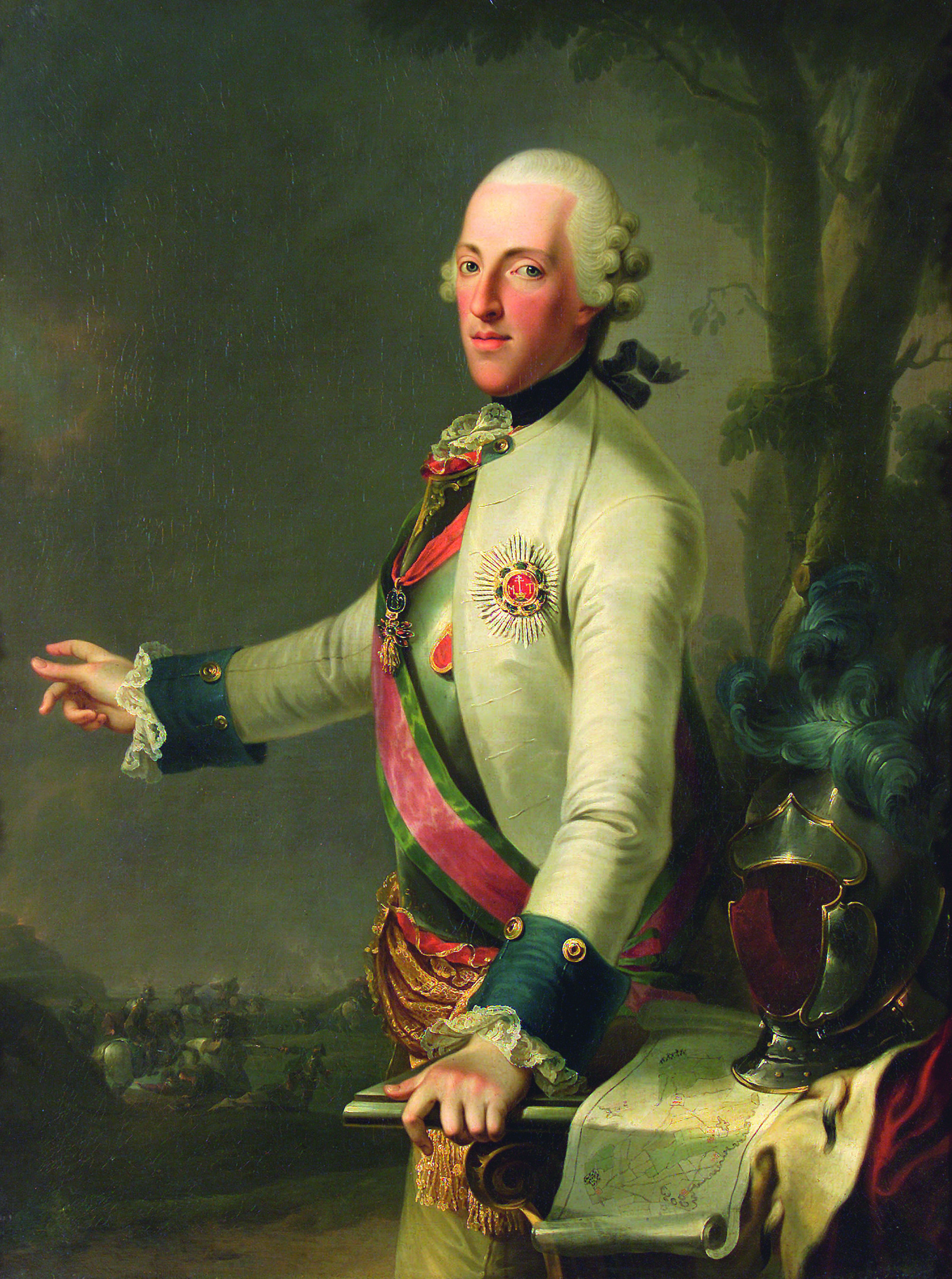
الدوق ألبرت، 1977

شجعت ألبرت على إنشاء المجموعة زوجته الأرشيدوقة ماريا كريستينه (1742–1798)، التي كانت مهتمة بالفنون ودعمته أيضا ماليًا بثروتها الهائلة. تتضمن المجموعة أعمالا لفنانين من أوائل القرن الخامس عشر إلى أوائل القرن التاسع عشر.دأ الدوق ألبرت في إنشاء المجموعة في برسبرغ (براتيسلافا) عام 1776 حيث أقام ممثلا للامبراطورة عند ما كان يعرف بمملكة المجر، وفي هذا العام قام ألبرت مع زوجته ماريا كريستينا بجولة في إيطاليا جلبا خلالها عددا من الأعمال الفنية، وتسلّما من سفير النمسا في جمهورية البندقية أكثر من ألف لوح طباعة نحاسية [الإنجليزية] كان قد كلف بجمعها، وأسست المجموعة رسميا ببيان صاغه مدير مسرح البلاط السابق رسخ فيه منظومة المجموعة وهدفها الذي يتجاوز المظاهر الملكية ليتضمن أهدافا تعليمية، وهكذا بنيت المجموعة منذ تأسيسها بأسلوب منهجي وفقًا لمعايير تاريخية للفن، وفقًا للمدارس والطرز الفنية، واحتلت أعمال الفنانين الألمان والنمساويين المركز الأول، تليهم أعمال الفنانين الهولنديين والإيطاليين والفرنسيين.بكما ضم ألبرت لاحقا في عام 1792 إلى إلى المجموعة جزءا كبيرا جلبه من الأراضي المنخفضة النمساوية، حيث عمل ممثلا لملك النمسا. تضم هذه المجموعة الموسوعية والعالمية حوالي مليون رسم ومطبوعات من عصر النهضة حتى الوقت الحاضر، وتعتبر اليوم واحدة من أهم المجموعات الفنية في العالم، فلأكثر من 50 عامًا استخدم الأرشيدوق شبكة من التجار في جميع أنحاء أوروبا، بالإضافة إلى مزادات للمجموعات الخاصة الكبرى للحصول على 14000 رسم و200000 مطبوعة، تضم أعمالا لفنانين عظام من مايكل أنجلو إلى آلبرخت دورر إلى بيتر بول روبنز، وتعد اليوم من بين أشهر الأعمال في تاريخ الفن.
بعد وفاة زوجته، ابتعد ألبرت في العقدين الأخيرين من حياته عن الحياة العامة وتفرغ لتوسيع المجموعة، وحصل بشكل متزايد على أعمال لفنانين معاصرين (بالفرنسية: Maîtres Modern)‏، يشكلون حوالي ثلث مجموعته من اللوحات. جميع الرسومات من مجموعة ألبرت مزودة بختم بحروف اسمه الأولى صممه الدوق نفسه: الحروف AS لألبرت ساكسونيا. بالإضافة إلى الصور التاريخية والعامة، كان الدوق ألبرت مغرمًا بشكل خاص بالمناظر الطبيعية، وفضل الجامع الأعمال المرسومة بعناية، خاصة تلك التي استخدمت فيها تقنية الغسل [الإنجليزية] بالحبر، حيث لم يكن ألبرت مهتمًا بالرسم بصفته وثيقة لعملية إبداع فنية، بل بصفته عملا مكافئا للرسم الزيتي، تسكن فيه صفاته الجمالية المتأصلة.
في عام 1816 حدد الدوق ألبرت مجموعته الفنية باعتبارها غير قابلة للتجزئة وغير قابلة للتصرف تستلزم وقفا عائليا، وآلت المجموعة في عام 1822 إلى وريثه الوحيد وابنه بالتبني الأرشيدوق كارل، ثم أدارها من بعده ابنه الأرشيدوق ألبريشت (يقع تمثاله أمام القصر) وحفيده الأرشيدوق فريدريش، وكلاهما من كبار جنرالات الملكية أيضا.

## ألبرتينا في الجمهورية الأولى
بعد نهاية الحكم الملكي خضعت أملاك عائلة هابسبورغ بما فيها المبنى ومجموعة الأعمال الفنية لما عرف بقانون هابسبورغ، وبالتالي أصبحت ملكية الدولة النمساوية في أبريل 1919، وحوفظ على المجموعة بالكامل حتى يومنا هذا. أما المكتبة، التي تتكون من 25000 مجلد، وكذلك الأثاث، فكانا ملكية خاصة للأرشيدوق فريدريش الذي أخذها في عام 1919 وانتقلت إلى مشترين مختلفين (مع ذلك فقد اشترت الألبرتينا في السنوات الأخيرة عددًا من المفروشات الضرورية من أجل عرض الطراز الهابسبورغي الأصلي في القصر).
أصبح المبنى والمقتنيات ملكًا للجمهورية، وفي عام 1920 دمجت المجموعة مع مخزون المطبوعات من مكتبة البلاط الإمبراطوري السابقة (أصبحت المكتبة الوطنية)، وفي نفس العام أغلقت غرف الضيافة في وجه الجمهور واستخدمت مكاتبا أو مكتبة أو لتخزين المجموعة. في تلك الفترة لم يحافظ على الزخارف الثمينة التي تعرض جزء منها للتلف. على الرغم من معاناة المبنى فقد ااستمر توسع المجموعة المستمر، كما كان في عهد الدوق ألبرت، وفي الفترة بين 1923 و1934 تمكن مدير الألبرتينا آنذاك، ألفريد ستيكس، من إكمال المجموعة برسومات فرنسية وألمانية لتشمل لأول مرة القرن التاسع عشر، وواصل ستيكس نشاطه بنجاح حتى العام 1945.

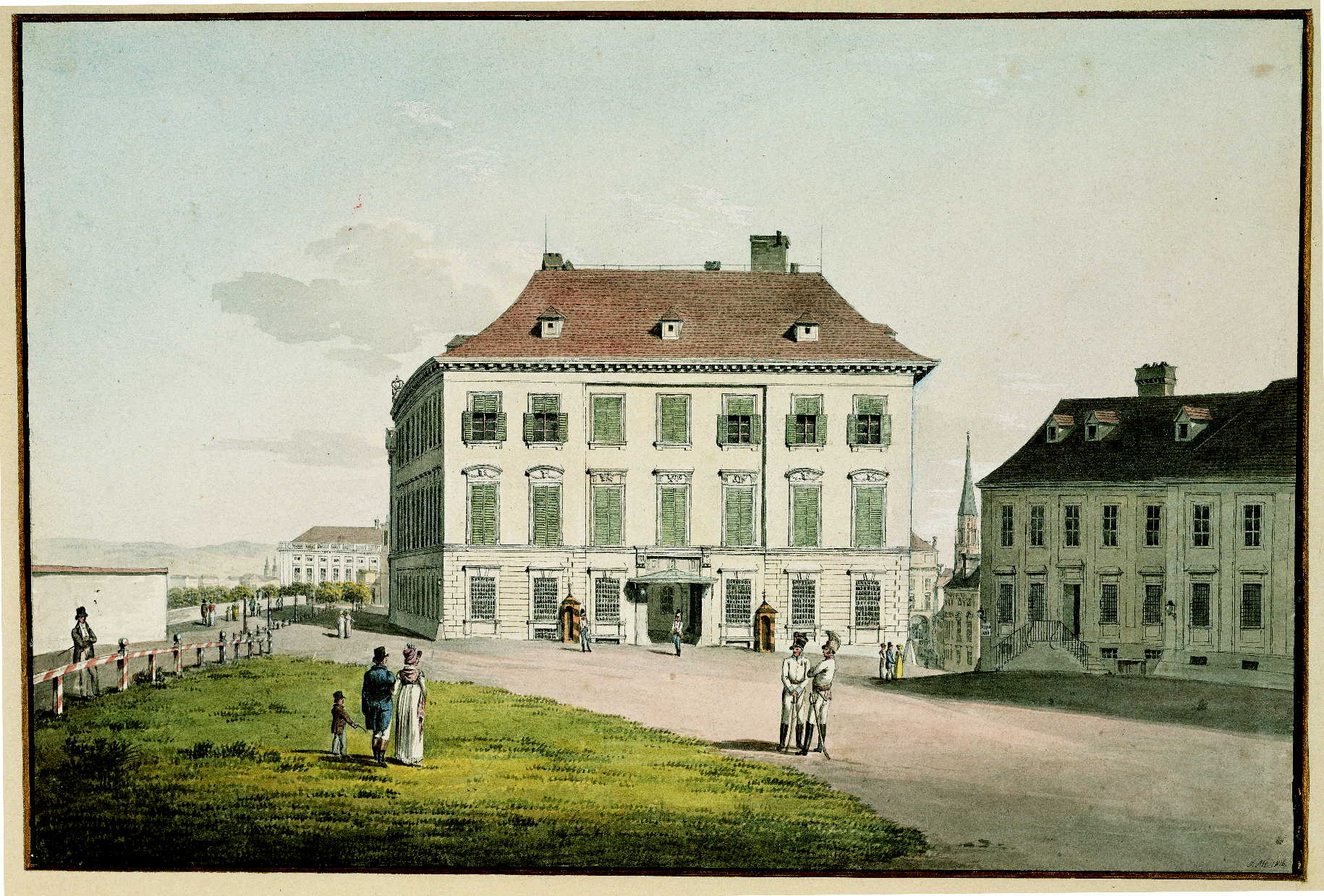
قصر الدوق ألبرت عند حصن أوغسطين، 1816

## الألبرتينا بعد الحرب العالمية الثانية

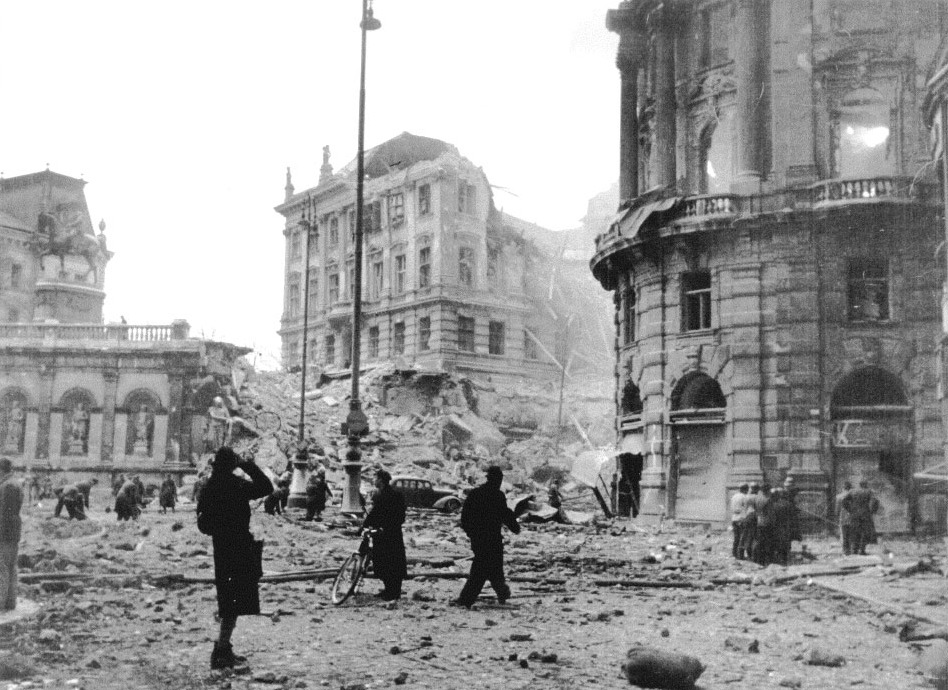
الدمار الذي لحق بالمبنى بعد تعرضه للقصف في الحرب العالمية الثانية

في 12 مارس 1945 ألبرتينا تعرض المبنى لأضرار في قصف جوي أمريكي، وبدلا من إعادة بناء القصر بعد الحرب استمر التآكل الذي بدأ في 1919، ولم يبق الكثير من طابع قصر هاببورغ السابق عندما أعيد افتتاح «مجموعة ألبرتينا الصورية» عام 1952. لعقود من الزمان، كان الألبرتينا مفتوحًا للجمهورلبضع ساعات في اليوم (27 ساعة في الأسبوع في عام 1936، 35 ساعة في 1959)، وكان عدد زوارها منخفضًا، فيما اهتمّ مديروها العلميون بطابعها الدراسي أكثر من تأثيرها على عامة الناس، وساهم في هذا الوضع حقيقة أن الكثير من الرسومات نادرًا ما يُسمح لها بالتعرض للضوء لأسباب تتعلق بمنعها من التلف.
من عام 1962 إلى عام 1986 عمل والتر كوشاتسكي مديرا للألبرتينا ونظم في هذه الحقبة أكثر من 200 معرض ونشر الكثير من الأعمال الفنية التاريخية في فنون الرسم، وفي هذه الفترة عاد الاهتمام العام بالألبرتينا.
أعيد فتح أبواب الألبرتينا للجمهور في عام 2003 بعد أكثر من عقد من الإغلاق والتوسعة الشاملة والتحديث والترميم الدقيق، وقد تأخرت إعادة الافتتاح لمدة عام بعد أن اكتشفت بجوارها في أعمال الترميم مقبرة رومانية فيها أكثر من 130 قبراً. في عملية الترميم أعيد بناء الأجزاء المفقودة من الواجهات التي أزيلت في خمسينيات القرن الماضي، ورممت غرف هابسبورغ الفاخرة لأول مرة منذ 80 عامًا، وجددت غرف الضيافة الكلاسيكية وأعيد شراء أجزاء كبيرة من الأثاث الأصلي الذي صنعة الفنان يوزيف دانهاوزر بتكيلف من الدوق ألبرت في الاعوام 1780-1805 والأرشيدوق كارل عام 1822، والتي كانت مبعثرة في أنحاء العالم. أعيد المتحف كذلك إلى مستواه الأرضي الأصلي، ومن أجل إفساح المجال لعرض شامل للمجموعات أنشئت أربع قاعات بمساحة عرض وسعت مساحة العرض من 150 مترا مربعا في الماضي إلى 5000 متر مربع، وكذلك أنشئ مستودع تحت الأرض بمساحة 5000 متر مكعب.

## تجديد الألبرتينا وتحديثها
كلف المعماري النمساوي هانس هولاين بإعادة تصميم المدخل، وصارت التصاميم، خاصة ما سمي بـ «جناح سورافيا» الذي كان على شكل مظلة بارزة، محل اهتمام وسائل الإعلام ونقدها أحيانا. بالإضافة إلى الجناح، كان من المقرر أن يظهر التصميم للعيان بصورة رمزية التحديث الذي جرى في بنية المتحف التحتية، ولذا اختير جناح سقف ناتئ بصورة ملحوظة، ويهدف هذا الجناح الذي يزيد طوله عن 60 مترًا، مع مصعد البانوراما والسلالم المتحركة التي تخترق مبنى الحصن بزاوية، بصريًا وتقنيًا إلى تقصير المسافة بين مستوى الشارع ومدخل المبنى.
منذ تعيينه في منصب مدير الألبرتينا في عام 1999، كان كلاوس ألبريشت شرودر مسؤولاً عن تجديد الألبرتينا وإعادة موضعتها، وأعيد تعريفها في يناير 2000 لتصير مؤسسة علمية بموجب القانون العام، وغير في نفس الوقت اسم المتحف إلى «ألبرتينا» للتعبير عن الوحدة التي قصدها في الأصل مؤسس المجموعة والقصر والمتحف. بالإضافة إلى ذلك، ومع إزالة «مجموعة الرسومات» من اسم المتحف، أصبحت الألبرتينا تضم ثلاث مجموعات كبيرة: فبالإضافة إلى مجموعة الرسومات ومجموعة الهندسة المعمارية، ضمت في عام 2000 مجموعة المقتنيات التاريخية الهامة من مجموعة صور المعهد الوطني للتعليم والبحث الجرافيكي التي تقوم على أرشيف صور دار نشر لانغيفيسزن (الكتب الزرقاء). وكذلك لم يكتف شرودر بتقديم مجموعات الألبرتينا، ودخل في تعاون مع شركاء من القطاع الخاص ومقرضين على المدى الطويل، وأضاف بحلول العام 2018 مجموعتي باتلينر وإيسّل الفنيتين.

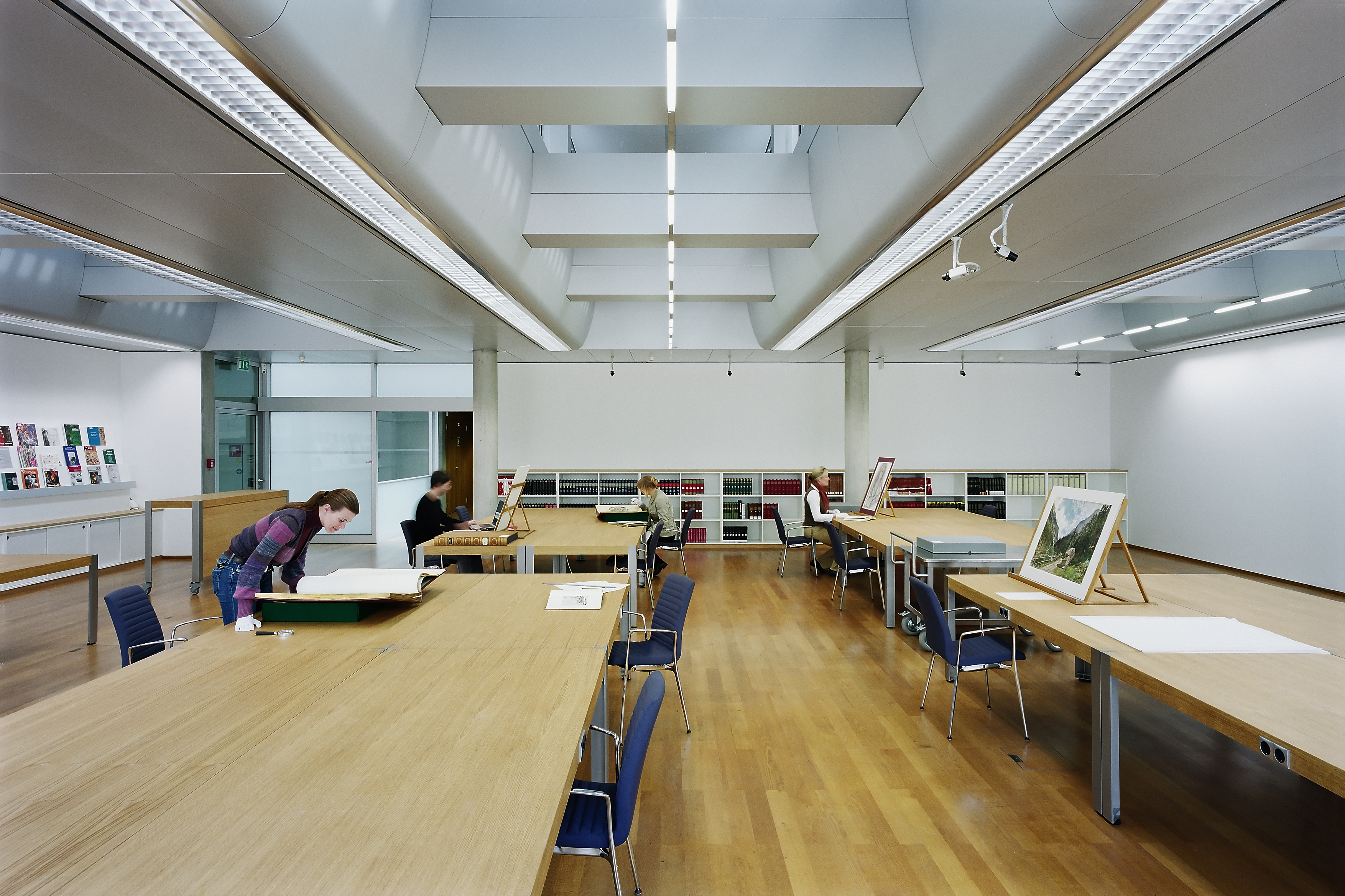
قاعة الدراسة

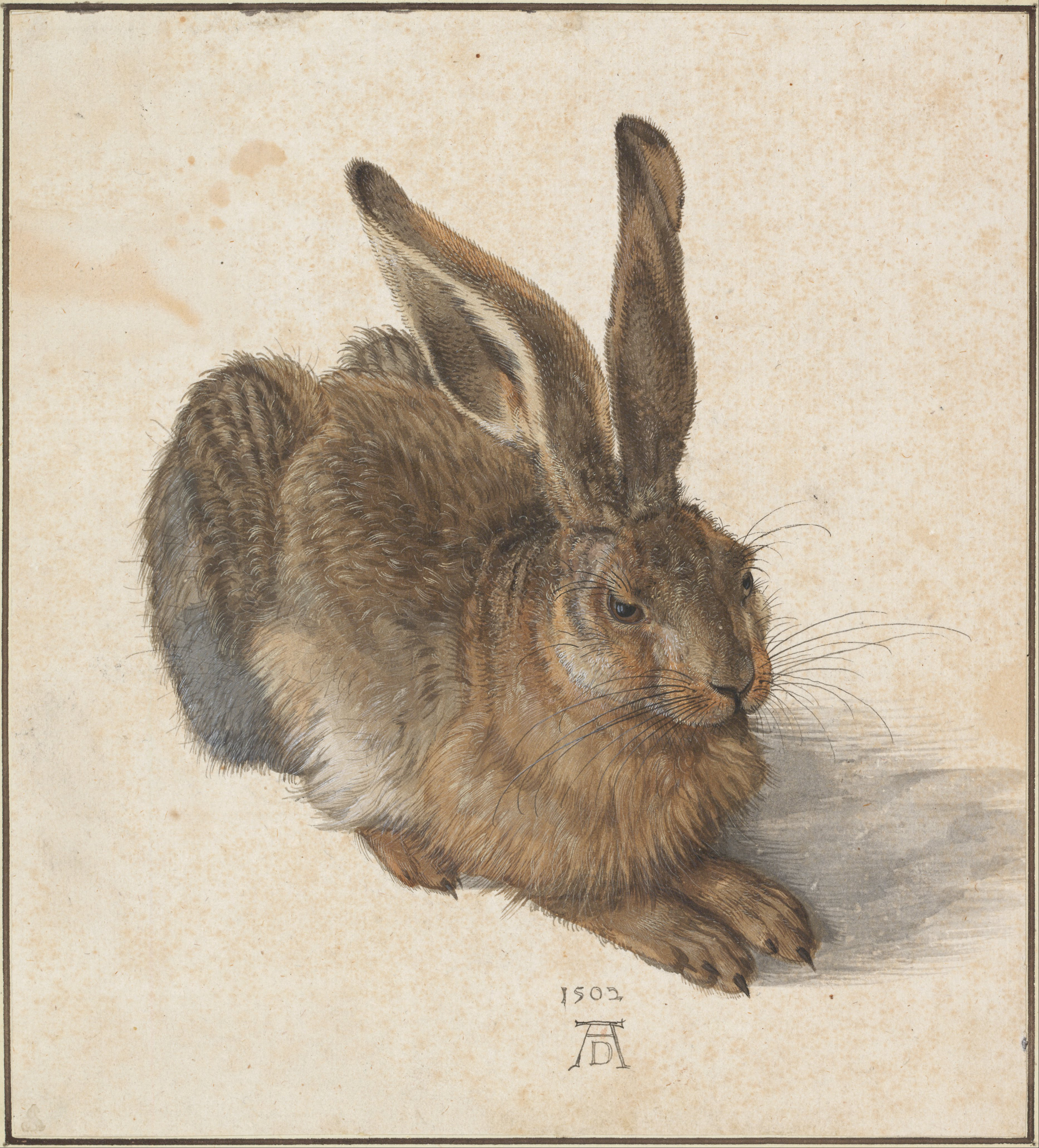
ألبرخت دورّ.. الأرنب البري

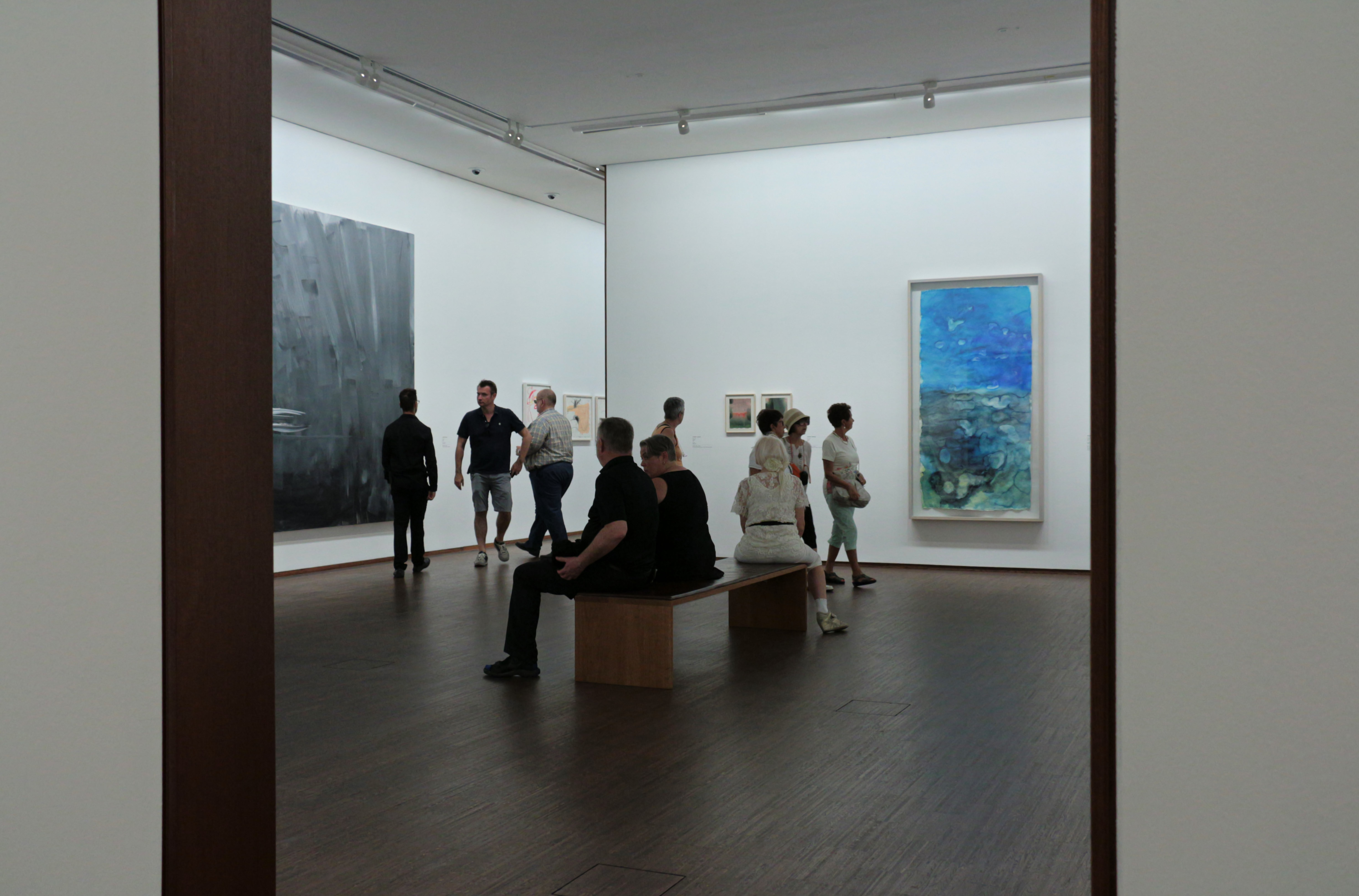
معرض في الألبرتينا، 2018

تشير أعداد الزائرين إلى أن ابتعاد المتحف عن معرضه الوحيد لمجموعة الرسوم الكلاسيكية كان ناجحًا، فقد زاد عددهم بشكل كبير، ويعد المتحف اليوم أحد أكثر المعالم السياحية زيارة في فيينا، وسجل أكثر من مليون زائر في عام 2018.
قدم كلاوس ألبريشت شرودر عقيدة عرض جديدة في الألبرتينا، تؤكد على عدم قابلية الفن للتجزئة، وانعكس توسع المجموعة إلى متحف فني بالمجموعات الأربع المختلفة (الرسوم، الصور، مجموعة اللوحات، الهندسة المعمارية)، بالإضافة إلى النصب التذكاري التاريخي في غرف هابسورغ، على عدد الموظفين هناك، فمن 60 موظفا في العام 1999 ازداد عددهم اليوم إلى 300.
افتتحت في عام 2008 غرفة دراسة جديدة لتكون جزءا من مركز أبحاث تحت الأرض يتألف من أربعة طوابق، توجد فيه أيضا مكتبة وورش ترميم مقتنيات الألبرتينا، وتيسر هذه القاعة التي تبلغ مساحتها حوالي 300 مترا مربعا الوصول إلى مقتنيات المجموعة التي بلغت المليون عمل.
خلال هطول الأمطار الغزيرة في يونيو 2009 اخترقت المياه المستودع العميق، وعلى الرغم من تعرف الكاشفات على دخول الماء، أصيبت الرفوف الآلية بالشلل، وكان لابد من نقل 950.000 قطعة مقتنيات من أجل تجنب أضرار جسيمة.

## المجموعات اليوم
- مجموعة الرسوم: حوالي 950 ألف رسم ومطبوعات ومنحوتات وسيراميك
- المجموعة المعمارية: 50000 مخطط ورسم ونموذج
- مجموعة الصور: 101000 قطعة فردية
- ألبريشت دورر وزمنه
- معلّمو عصر النهضة الإيطاليين
- الفن الهولندي في القرنين السادس عشر والسابع عشر
- الباروك الإيطالي والباروك المتأخر
- رسومات فرنسية من القرن الثامن عشر
- الرسم بالألوان المائية النمساوية في القرن التاسع عشر
- فيينا حوالي عام 1900
- الفن الكلاسيكي الحديث والمعاصر
- استحوذت الألبرتينا يضًا على مقتنيات متحف مجموعة كلوسترنويبورغ السابق بصيغة تخزين لمدة عشر سنوات.
- مجموعة باتلينر - الحداثة الكلاسيكية: في ربيع عام 2007، تسلّمت الألبرتينا مجموعة باتلينر التي كانت موجودة سابقًا في سالزبورغ بصيغة إعارة دائمة، وتعد مجموعة  هيربرت وريتا باتلينر واحدة من أهم المجموعات الخاصة في أوروبا، وتتضمن أعمالًا مهمة للحداثة الكلاسيكية، من الانطباعية الفرنسية إلى التعبيرية الألمانية (الفارس الأزرق، الجسر)، إلى أعمال الحوشية، والطليعية الروسية، من شاغال إلى ماليفيتش.[14] بهذا التوسع في المجموعة تقدم الألبرتينا لأول مرة في تاريخها معرضا دائما لمقتنياتها.
- مجموعة إيسّل: في 16 فبراير 2017، أعلن وزير الثقافة توماس دروزدا وكارلينز إسل ومدير ألبرتينا كلاوس ألبريشت شرودر أن مجموعة إيسّل ستكون في إعارة دائمة إلى ألبرتينا حتى عام 2044، وفي عام 2018 تحولت إعارة المجموعة إلى هدية إلى الألبرتينا.[15][16]

## وصلات خارجية
- موقع الألبرتينا الرسمي
- مستودعات الألبرتينا تحت الأرض
- جان تابور، حول تجديدات عام 2003

## اقرأ أيضا
- متحف التاريخ الطبيعي فيينا
- متحف تاريخ الفنون
- اثار مصرية في متحف فيينا
- هوفبورغ
- قصر شونبرون